# Gornji Martijanec
Gornji Martijanec – wieś w Chorwacji, w żupanii varażdińskiej, w gminie Martijanec. W 2011 roku liczyła 44 mieszkańców.